# Batalla de Ishibashiyama
La Batalla de Ishibashiyama (石橋山の戦い Ishibashiyama no tatakai?) fue la primera batalla dirigida por Minamoto no Yoritomo, quien se convertiría en shōgun una década más tarde. En su primer intento de enfrentarse al clan Taira, estaba ayudado por guerreros del clan Miura.
Yoritomo había sido exiliado por Taira no Kiyomori después de la Rebelión de Heiji. El liderazgo del clan Minamoto había sido restablecido por Minamoto no Yoritomo en septiembre, quien habiendo llegado a su edad adulta, escapó del exilio y pudo reorganizar la rebelión con el apoyo del clan Miura, tratando de vengar en los Taira la muerte de su padre y hermanos mayores, muertos veinte años atrás y por los sucesos en Uji y Nara; así Yoritomo lanzó una nueva declaración de guerra contra los Taira. Cuando Kiyomori se enteró de que Yoritomo había abandonado Izu, lugar de su exilio, y que estaba en el Paso de Hakone, asignó a Ōba Kagechika, un samurái vasallo, a que ejecutara un ataque sorpresa y detuviera su avance. La batalla se realizaría en las afueras de la base central de Yoritomo, en la localidad de Ishibashiyama, cerca del monte Fuji, el 14 de septiembre de 1180; forzando a los Minamoto a retirarse y obteniendo la victoria el clan Taira debido a un ataque sorpresa por la noche.
Fue una de las batallas más sangrientas de las Guerras Genpei.